# Fuchsia campii
Fuchsia campii es una especie de arbusto perteneciente a la familia Onagraceae.

## Distribución y hábitat
Es originaria del sur de los Andes en Ecuador (Provincia de Azuay y Provincia de Loja). Su hábitat natural son las laderas de montañas húmedas y lluviosas, a una altitud de 2,300 - 3,500 metros) en las zonas forestales situadas en medio de praderas, a veces se le ha visto crecer junto a los arroyos y caminos. 
Una población de F. campii está protegida dentro del Parque nacional Podocarpus y otra igualmente protegida en el Parque nacional Cajas.

## Taxonomía
Fuchsia campii fue descrita por Paul Edward Berry y publicado en Novon 5(4): 318–320, f. 1 a–f. 1995.
Etimología
Fuchsia: nombre genérico descrito por primera vez por Charles Plumier a finales del siglo XVII, y nombrada en honor del botánico alemán, Leonhart Fuchs (1501-1566).
campii: epíteto